# 香香 (熊猫)
香香（2017年6月12日 - ），雌性大熊貓，生於日本東京上野動物園，是比力和仙女天然交配所產下的女兒，幼時原本白色部分的毛髮曾經一度自然地轉為淡淡的粉紅色，2023年2月21日被安排運返中國，2600名遊人獲抽籤選中，到動物園送別。